# Centre audiovisuel Simone-de-Beauvoir
 (juillet 2022).
 (juillet 2022).
Le Centre audiovisuel Simone-de-Beauvoir, fondé en 1982 à Paris par Carole Roussopoulos, Delphine Seyrig et Ioana Wieder, est une association dont le but est de réunir, produire et diffuser des documents audiovisuels sur les droits, luttes et création de l'art des femmes.

## Structure et financement
Pour son démarrage, le centre bénéficie de plusieurs financements de la part des ministères des Droits de la Femme, de la Culture et de la Solidarité, ainsi que du Fonds d'intervention culturelle.
Ces financements permettent d'acquérir le matériel nécessaire aux tournages et au transfert des bandes, d'installer des postes de visionnage et d'assurer le fonctionnement du Centre.

## Historique

### Première période: 1982-1993

#### Ouverture du centre en 1982
En 1982, l’association Les Muses s’amusent (créée en 1974), composée notamment de Delphine Seyrig, Ioana Wieder et Carole Roussopoulos, s’allie à l'association La Griffonne pour créer un projet de « Centre féministe de consultation et de production audiovisuelles ». Il est soutenu par Simone Iff, présidente du Mouvement français pour le planning familial (MFPF) et cofondatrice du Mouvement pour la liberté de l'avortement et de la contraception (MLAC), conseillère technique au cabinet d’Yvette Roudy, alors Ministre déléguée aux Droits de la femme. Les responsables du projet obtiennent l’accord de Simone de Beauvoir pour que le centre porte son nom.
Le 26 janvier 1982, le centre est déclaré à la préfecture[réf. nécessaire]. Son objet est : « Création d'un centre audiovisuel féministe d'archivage et de production ; le centre sera dénommé « Centre Simone de Beauvoir "lem" » ; il fera connaître la création des femmes par des expositions, semaines culturelles, édition de documents, projections, colloques et toute autres manifestations publiques et privées : il entreprendra des recherches sur l'histoire des femmes à partir de documents audiovisuels, produira et distribuera de nouvelles réalisations audiovisuelles ». L’ouverture du centre a lieu en juin 1982 avec uniquement les membres de Les Muses s’amusent, la Griffonne s’étant retiré du projet entre-temps.
Nicole Fernandez Ferrer, devenant déléguée générale à la réouverture du Centre en 2003, fait également partie de l'équipe en 1982,.

#### Activités du centre de 1983 à 1993
Le 7 février 1985, le Centre emménage dans les locaux du cinéma l’Entrepôt, rue Francis de Pressensé, cinéma appartenant à Frédéric Mitterrand.
Le 15 février 1986, le centre organise une journée consacrée au collectif Vidéo Femmes du Québec, avec des projections de vidéos de Lise Bonenfant, Helen Doyle, Nicole Giguère, Johanne Fournier, etc. En mars 1986, en collaboration avec le Goethe Institut, le centre propose une rétrospective de l'œuvre de la cinéaste allemande Ulrike Ottinger. Les films sont projetés à l'Olympic Entrepôt.

#### Fermeture du centre en 1993
Le centre ferme ses portes à la fin de l’année 1993 à cause de difficultés financières. Les films du fonds sont alors envoyés au CNC, où ils sont stockés jusqu’à la réouverture du centre en 2003.

### Deuxième période: 2003 à aujourd'hui

#### Réouverture du centre en 2003
Nicole Fernandez Ferrer devient déléguée générale du Centre à sa réouverture,.

#### Activités du centre depuis 2003
En 2004 est organisé le premier colloque sur les archives audiovisuelles du féminisme, en partenariat avec Archives du féminisme et la BNF,.
En 2015, le centre participe avec des associations d'éducation prioritaire à un projet intitulé "Pour qu'activités de loisirs riment avec égalité".

## Missions
Le centre Simone de Beauvoir cherche aujourd'hui à remplir des missions féministes, dont la diffusion et la conservation du matrimoine audiovisuel, ainsi que le soutien à la création audiovisuelle féminine. Selon le site Archives du Féminisme, le fonds du centre Simone de Beauvoir rassemble plus de 800 oeuvres, documentaires ou fictions.